# Matej Delač
Matej Delač (født 20. august 1992) er en kroatisk professionel fodboldspiller, som spiller for Superliga-klubben AC Horsens.

## Klubkarriere

### Inter Zaprešić
Delač gjorde sin debut for Inter Zaprešić i februar 2009, og blev i en alder af 16 år og 186 dage hermed den yngste spiller til at spille i den kroatiske Prva HNL-liga nogensinde.

### Chelsea
Det blev i september 2009 annonceret at han ville skifte til Chelsea. Delač' tid hos Chelsea blev en besynderlig en, da han aldrig nogensinde spillede en kamp for Chelsea, men i stedet tilbragte 8 år på lejeaftaler til forskellige klubber på tværs af Europa.

### AC Horsens
Det blev i april 2018 annonceret at Delač ville skifte til AC Horsens ved kontraktudløb i juli af samme år.

## Landsholdskarriere

### Ungdomslandshold
Delač har repræsenteret Kroatien på flere ungdomsniveauer.

### Seniorlandshold
Delač blev indkaldt af Kroatiens landstræner Slaven Bilić den 30. august 2009 til at være en del af seniorlandsholdet til deres VM 2010 kvalifikationskampe mod Hviderusland og England. Han slog hermed rekorden for den yngste kroatiske spiller nogensinde udtaget til A-landsholdet. Dette var dog det tætteste han nogensinde kom på seniorlandsholdet, da han aldrig har spillet en kamp for a-landsholdet.

## Titler
Vitória de Guimarães
- Taça de Portugal : 2012-13

Sarajevo
- Premier League of Bosnia and Herzegovina : 2014-15
- Bosnien-Hercegovinas pokalturnering : 2013-14